# Vizelj
La Vizelj (en serbe cyrillique : Визељ) est une rivière de Serbie qui coule dans la région du Pančevački rit, une sous-région du Banat serbe. Elle a une longueur de 31 km et constitue un affluent gauche du Danube.

## Parcours
Le Vizelj coule dans le secteur de la Ville de Belgrade, dans la municipalité de Palilula, dans la région autrefois marécageuse du Pančevački rit. Elle passe à la hauteur du village de Kovilovo ; sa dernière section est constituée par le canal du Jojkićev Dunavac. Elle termine son parcours dans le Danube à la hauteur de l'île fluviale (en serbe : ada) de Kožara[réf. nécessaire].